# HD24164
HD24164 — хімічно пекулярна зоря спектрального класу A5, що має видиму зоряну величину в смузі V приблизно  6,3.
Вона  розташована на відстані близько 196,0 світлових років від Сонця.

## Фізичні характеристики
Зоря HD24164 обертається 
порівняно повільно 
навколо своєї осі. Проєкція її екваторіальної швидкості на промінь зору становить  Vsin(i)= 44км/сек.